# Entebbe
Entebbe is een stad in Oeganda met in 2006 ongeveer 90.000 inwoners. Het ligt op een schiereiland in het Victoriameer en bevindt zich op circa 35 kilometer afstand van de hoofdstad Kampala. Tot 1962 was Entebbe de hoofdstad van Oeganda.
Bij Entebbe bevindt zich het internationale vliegveld van Oeganda. Op dit vliegveld stond in 1976 een gekaapt vliegtuig van Air France en vond daaropvolgend een (geslaagde) bevrijdingsactie plaats van 'Sayeret Matkal', een onderdeel van de Israëlische strijdkrachten. De operatie werd gesteund door de Israëlische geheime dienst, de Mossad.

## Geboren
- Julia Sebutinde (1954), rechtsgeleerde en rechter